# Werner Becher

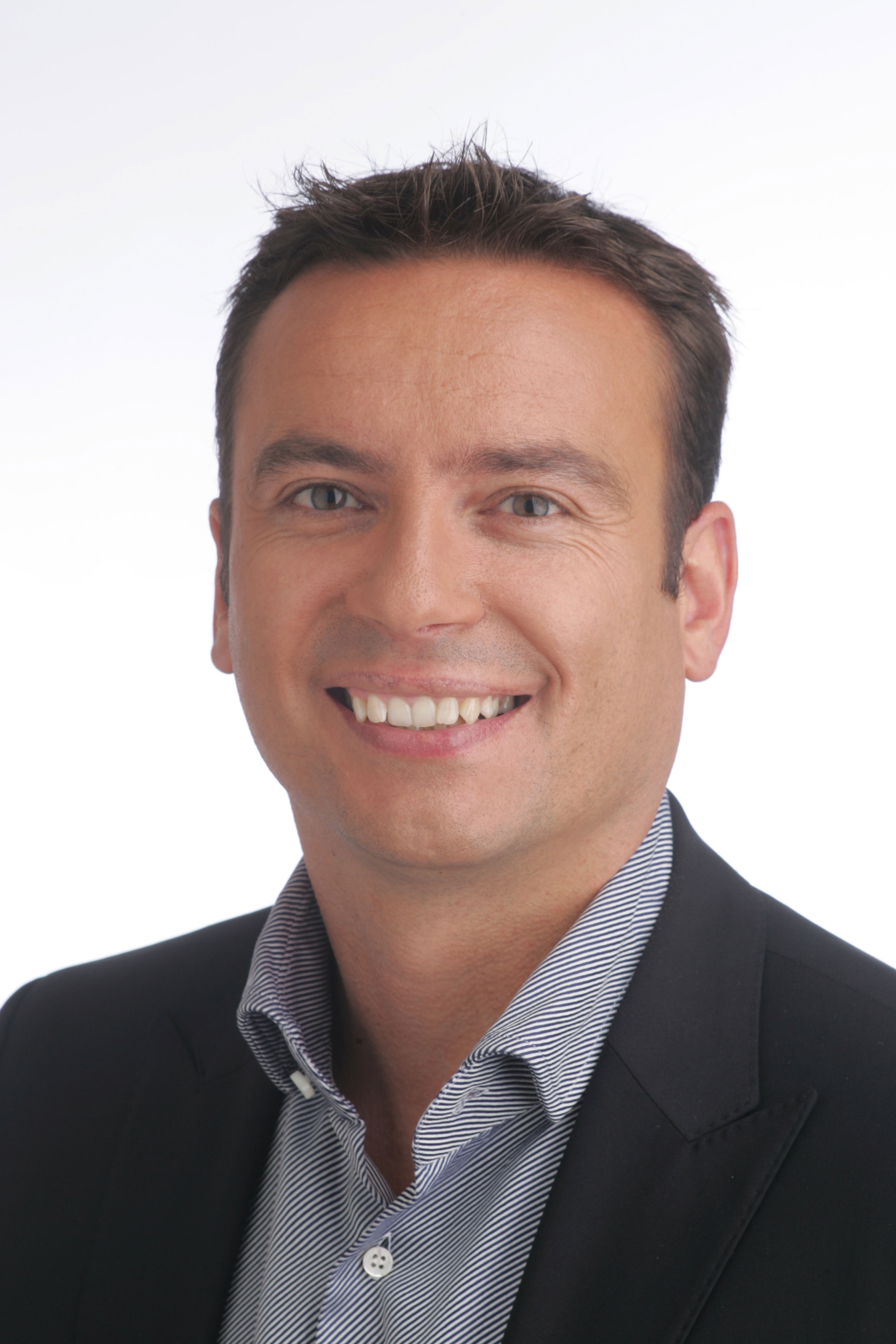
Werner Becher

Werner Becher (* 12. August 1972 in Mistelbach an der Zaya) ist ein österreichischer Softwareunternehmer und Politiker des Liberalen Forums (LIF). Er kandidierte als Listenzweiter bei der Nationalratswahl 2008 für seine Partei in Niederösterreich, diese schaffte allerdings nicht den Einzug ins Parlament. Im Oktober 2008 wurde er darauf zum Parteichef gewählt. Darauf folgte eine weitgehende Reform der Partei, sowohl was die Statuten als auch das Programm betrifft.
Auf dem Parteitag des LIF am 20. Juni 2009, nach Abschluss der Parteireform, wurde er schließlich als Bundessprecher von Angelika Mlinar abgelöst.